# Alto de Santana
Alto de Santana é uma denominação comumente utilizada pelo setor imobiliário e por populares atualmente, e também constava em mapas cartográficos da primeira metade do século XX, para se referir a uma região nobre do distrito de Santana, zona norte da cidade de São Paulo. O termo é informalmente usado para se referir ao bairro de Vila Santana e à área mais elevada do bairro de Santana.
A região se destaca pelos seus constantes lançamentos imobiliários, que atendem principalmente à demanda da classe média-alta e classe alta, e pelo comércio de alto-padrão.

## História
A região do possui uma rica história que remonta ao período colonial. O bairro é considerado um dos mais antigos e nobres da Zona Norte de São Paulo, tendo suas origens ligadas à Fazenda de Sant' Ana, que foi uma propriedade da Companhia de Jesus. Essa fazenda foi doada em 1673 e se tornou um importante núcleo de desenvolvimento na área.
A ocupação se intensificou a partir do século XVIII, quando a região começou a ser urbanizada. Famílias de imigrantes, principalmente italianos e portugueses, se estabeleceram na área, contribuindo para o crescimento populacional e a formação de uma comunidade local.  O processo de urbanização na região foi gradual, com a construção de ruas e infraestrutura ao longo do tempo.
No ano de 1852 o alferes de milícias Francisco Antônio Baruel, representante de uma das primeiras famílias da zona norte adquiriu terras em Santana, o proprietário era agricultor, criador de animais, fabricante de telhas. Sua chácara, a Chácara Baruel, possuía a área de um alqueire, ou seja, 24.250 m² e a sede situava-se em um castelo de estilo nórdico construído por volta de 1879 conhecido como Palacete Baruel, situado no alto da rua Voluntários da Pátria. Também fazia parte da chácara a casa de Dona Maria, filha do Senhor Baruel, onde hoje situa-se a Biblioteca Narbal Fontes. Após a morte do Senhor Baruel a propriedade foi desmembrada e vendida em lotes.
No dia 7 de agosto de 1890 houve a inauguração da primeira linha de bonde de tração animal da Cia. São Paulo e Construtora entre a Ponte Grande e o Alto de Santana. A linha durou até o mês de maio do ano de 1907 após revolta popular devido ao mau serviço prestado. Foi a última linha de bonde de tração animal a circular na cidade.
As irmãs da Congregação de São José de Chambéry transfiriram-se para o alto da colina do bairro de Santana em 1894, instalando o Colégio de Sagrado Coração de Maria que atualmente é conhecido como Colégio Santana, atualmente Colégio Elite. No ano seguinte foi construída junto ao terreno do colégio a Capela de Santa Cruz, a qual o senhor Pedro Doll e a família Baruel ajudaram na obra. Tornando-se a igreja matriz provisória do bairro de Santana.
O colégio serviria inicialmente para a educação das meninas, filhas da elite local. Ao passo que a Capela, símbolo da Igreja Católica, serviria para romanizar a presença desta no país recém-república, além de atender a população que estava instalada em seu entorno. Nas proximidades da Capela de Santa Cruz, foi se desenvolvendo paulatinamente uma população mais abastada, que construía habitações de padrão superior às da população da várzea do Tietê. Pois o alto de Santana, era menos suscetível à inundações e de “ares” montanhosos. Para tanto, foram realizadas importantes obras de arruamento, terraplanagem e pavimentação da região pelas primeiras empresas construtoras da cidade.
Por solicitação das Irmãs do Colégio Santana, no ano de 1908 a linha de bonde elétrico que até então não percorria o bairro de Santana é prolongada da Ponte Grande até a colina de Santana para atender alunas e funcionários. Outros meios de transporte foram usados da região como os Electrobus, que eram uma espécie de bondes elétricos sem trilhos que ligavam o alto de Santana aos bairros da Lapa, Freguesia do Ó, Penha e às divisas das cidades de Juqueri e Guarulhos. Esta foi primeira referência conhecida à implantação de um sistema de trólebus em São Paulo e no Brasil.
A região aparece em documentos históricos e jornais do século XX, pois no dia 3 de junho de 1900, o padre Landell de Moura, realizou a primeira transmissão da voz humana com registro da imprensa no Brasil.
A conexão atravessou a cidade em linha reta aproximadamente 8 km de distância da avenida Paulista, onde hoje se situa o Museu de Arte de São Paulo, ao alto do bairro de Santana (Colégio Santana),  foi noticiada no Jornal do Commercio do dia 10 de junho do mesmo ano.
Por muito tempo, a paróquia e o colégio eram pontos de referência em documentos oficiais da cidade. O colégio, junto com o Palacete Baruel e a Biblioteca Narbal Fontes, são considerados marcos culturais da região. No dia 16 de maio de 1912,  a Companhia Telefônica Brasileira (CTB) instala o primeiro aparelho com ligação direta para a cidade e o local escolhido é o Colégio Santana na rua Voluntários da Pátria.
O Dr. Guilherme Cristoffel foi uma figura importante na história da região. Possuía um sítio que se tornou um marco na urbanização local. Sua propriedade ajudou a moldar o desenvolvimento do bairro, e a rua que leva seu nome é um testemunho de sua influência na área. O sítio do Dr. Cristoffel simboliza a transição de uma área rural para um espaço urbano, refletindo as mudanças sociais e econômicas que ocorreram ao longo do tempo.
Residência da Família Souza: localizada no número 3346 da Rua Voluntários da Pátria esta casa era um exemplar de um palacete paulistano. Permaneceu em pé enquanto habitada, sendo demolida logo após a desocupação. Fotografias revelam que o interior ainda conservava móveis antigos, provavelmente pertencentes ao proprietário original. De acordo com o testemunho de Ivan Ribeiro de Souza, um familiar, a família chegou ao Brasil em 1900 e se estabeleceu na região. Conhecida por sua religiosidade, a família contribuiu significativamente para a construção de igrejas locais e para o Hospital do Mandaqui.
A casa contava com sete cômodos no andar superior, além de uma ampla sala central. Um terraço proporcionava uma vista da região central de São Paulo. No térreo, havia um hall que conectava a sala de jantar, sala de almoço, copa, cozinha e até uma capela. Além disso, a residência possuía uma generosa adega, onde eram fabricados licores de uva e jabuticaba, e contava com dependências para marcenaria e uma oficina mecânica. O imponente orquidário da casa era um destaque, assim como a área com samambaias, plantas ornamentais e árvores frutíferas, como figos e uvas.
Várias ruas ao redor do casarão homenageiam essa família importante, como a Rua Joaquim Pereira de Souza, Rua Manuel de Souza e Rua Antônio Pereira de Souza. O terreno se estendia até a Rua Dr. Artur Guimarães, onde a família mantinha um famoso restaurante da região, chamado "Recreio Chácara Souza". Este estabelecimento, localizado na Rua Voluntários da Pátria, foi demolido em 2009, dando lugar a um pequeno centro comercial. O restaurante era um popular ponto de encontro na região e, por décadas, foi referência em restaurantes na cidade, conhecido por receber grandes eventos e atender pessoas de toda a capital paulista. Situado em um terreno com entrada social pela Rua Arthur Guimarães e entrada de serviço pela Rua Voluntários da Pátria, a casa também contava com um parquinho infantil e viveiros de animais.
As especialidades da casa incluíam cumbucas de feijoada, servidas nas quartas e sábados durante o almoço. À noite, as "redondas" eram oferecidas tanto para consumo no local quanto para viagem. O proprietário, possuía um automóvel furgão da década de 1930, cuja placa de licença tinha os mesmos números do telefone: cinco algarismos, começando com o número 3, que era o prefixo telefônico de Santana. O restaurante também ajudou no patrocínio do "Galinho de Ouro", Éder Jofre. O atléta exibia o nome do seu patrocinador em seu roupão: "RECREIO CHÁCARA SOUZA". Mantido por um dos familiares, Paschoal, o restaurante era reconhecido pela cordialidade dos garçons. Em 1991 a matéria do Estadão "Tradicional programa familiar" ressalta o estilo rústico e os ares de fazenda do restaurante.
Inicialmente sem interessados, a casa, que ficou alguns anos à venda, foi demolida em 2009. Segundo relatos de pessoas próximas à família, a derrubada foi acelerada por rumores sobre a possibilidade de tombamento do imóvel, o que, no entanto, não se concretizou. Somente em 2018, o terreno recebeu uma placa anunciando um novo empreendimento: um condomínio residencial de 2 a 4 dormitórios, a ser construído pela Cyrela. Apesar da construção de um estande de vendas, o projeto não avançou. Em 2021, o local finalmente ganhou uma nova destinação, com a construção de um centro comercial de pequeno porte.
Em 1921 o artista plástico Alfredo Norfini retrata o Alto de Sant' Anna através de uma pintura sobre seda, existem obras do mesmo autor na Pinacoteca do Estado de São Paulo e no Museu Nacional de Belas Artes.
O ano de 1948 foi elaborado o primeiro projeto de transformação da Chácara Baruel em uma área verde de 17 mil metros quadrados, apresentando árvores centenárias ou até em um estabelecimento assistencial e em uma biblioteca infantil. O valor da área pertencente a família Baruel marcava a divisão entre a parte alta e baixa de Santana chamada de Centro de Santana. Além da sua privilegiada localização, próxima a diversos centros educacionais e a uma linha de bondes que ligavam aos bairros de Santa Terezinha, Tucuruvi, Vila Galvão e Tremembé. Então a partir desta década iniciaria-se a desapropriação da área (Rua Conselheiro Moreira de Barros, Voluntários da Pátria, Coronel de Abreu e Paulo Gonçalves) para transformação em uma escola ao ar livre, uma biblioteca infantil, uma discoteca, um lactário e instituições de Assistência Social.
Em 1949 o Estadão noticiou que durante uma sessão na Camara de São Paulo, houve diversas propostas para a reutilização da Chácara, uma delas era a criação de um parque no local. A partir daquele ano foi declarado local de utilidade pública e o projeto foi enviado para a Secretaria de Educação e Cultura. No mesmo ano Jânio Quadros e Cantídio Sampaio reafirmaram que a medida foi estabelecida ao alto interesse para população paulistana. Em 1950 houve um veto do prefeito Asdrúbal da Cunha para a proposta de  desapropriaçao da chácara e transformação em um parque. Com isso a população de Santana protestou contra a derrubada de árvores e o veto do então prefeito.
Já em 1952 no mesmo jornal foram anunciadas as primeiras casas a venda no antigo terreno da Chácara Baruel. além do descontentamento da Sociedade Amigos da Cidade, afirmando que a população de Santana assistiu revoltada ao desaparecimento da Chácara, diante o veto do prefeito para estabelecimento de projetos urbanos na área. A Biblioteca Narbal Fontes foi inaugurada no dia 27 de março de 1954.
A construção de edifícios na região, assim como em muitas outras áreas de São Paulo, começou a ganhar força a partir das décadas de 1960 e 1970. Esse período marcou um momento de grande crescimento urbano e verticalização na cidade, acompanhando o aumento populacional e a necessidade de mais espaços residenciais e comerciais.
Antes desse boom de verticalização, a região  era predominantemente composto por casas e vilas, com um perfil mais residencial. A construção de edifícios residenciais no bairro foi impulsionada por vários fatores. O crescimento da cidade de São Paulo levou ao desenvolvimento de bairros nas zonas mais próximas centro, incluindo a Zona Norte, onde estão situados a região do Alto de Santana e o Jardim São Bento. A verticalização de alto-padrão da região foi iniciada no começo dos anos 1970, sobretudo nas ruas Pedro Doll e Francisca Júlia no início dos anos 2000 as ruas Doutor Guilherme Cristofell e Luísa Tolle foram desenvolvidas.
Em 1994 na matéria "Poetisa parnasiana é nome de rua" publicada no jornal O Estado de S. Paulo destacava que a Rua Francisca Julia foi fundada anos depois da Proclamação da República do Brasil, que na época de sua inauguração era uma via modesta onde trafegavam carros de boi, com poucas casas e que muito tempo passou sem nomeação. E no ano no mesmo jornal na matéria "Santana lidera ranking da Zona Norte" destacava o crescimento do bairro de Santana e a vocação para ser um bairro vertical, além do panorama urbano dos edifícios do Alto de Santana e da construção de edifícios de alto-padrão nas ruas Pedro Doll, Augusto Tolle e Guilherme Cristoffel, afirmando a frase "Crescimento vertical é futuro certo do bairro de Santana".
Em uma matéria de 1997 jornal O Estado de S. Paulo na matéria "O comércio toma conta da Pedro Doll" destaca o aumento de estabelecimentos comerciais na rua. 
Até a década de 2000 ocorria na Rua Pedro Doll a Festa Beneficente de Natal do Alto de Santana, seu principal objetivo era a arrecadação de alimentos, revertidos às instituições da Zona Norte. Em matérias dos anos de 1996 (a primeira festa), 1997 (aborda a criação do concurso realizado primeiramente entre 16 condomínios), 2000 "A Pedro Doll pára e comemora o natal no domingo" destacava a Festa Beneficente e as atrações musicais: Agnaldo Rayol, Sérgio Reis e a escola de samba X-9 Paulistana, em 2002 "Rua Pedro Doll se veste de luz para a ocasião", falava sobre o concurso do edifício mais enfeitado destacando que cerca de 60% das residências na rua e suas adjacências aderiram ao clima natalino, além da festa beneficente e do racionamento de energia do ano anterior.
Durante a Pandemia de COVID-19 em 2020 o cantor Agnaldo Rayol cantou as músicas cantou músicas de cunho religioso como Ave Maria e Pai Nosso da varanda de seu apartamento para vizinhos na Rua Pedro Doll. A apresentação foi gravada por celulares no dia 28 de março daquele ano. Os santanenses aplaudiram o artista e cantaram junto com ele as canções. "Vamos desejar que todas as coisas ruins desapareçam o mais rápido possível para termos uma vida de paz, harmonia e muito amor", fala do cantor em uma das gravações em suas redes sociais.

## Atualidade
Atualmente o Alto de Santana é uma área de classe média-alta. A região oferece uma variedade de comércios locais, restaurantes e espaços culturais,  sendo um polo gastronomico da Zona Norte. Situa-se entre duas estações da linha 1-Azul do Metrô, na zona norte da cidade. A distância em linha reta da castelo d'água do Alto de Santana até a estação Jardim São Paulo é aproximadamente 1 km e a estação Santana localiza-se a 1,5 km do mesmo reservatório.
A proximidade com a Serra da Cantareira faz com que o território de Santana seja acidentado, com altitudes variando entre 720 e 810 metros. Em 2022, Santana apresentou um índice nulo de homicídios e agressões por intervenção policial, de acordo com dados do Mapa da Desigualdade. A região conta com unidades da Polícia Militar e um Conselho Comunitário de Segurança, o que contribui para a sensação de segurança dos moradores.
É uma zona residencial que apresenta considerável adensamento populacional, ostentando imóveis que possuem valor de de até R$ 18 milhões, o fenômeno do crescimento vertical surge como conseqüência da valorização dos terrenos existentes. No ano de 2019 a Folha de S.Paulo descreve: "O morador da zona norte é bairrista. Não quer mudar de região, mas sem opção de imóveis modernos e confortáveis para a família, estavam migrando para locais como Higienópolis e Pacaembu". E naquele ano eram alguns imóveis foram revendidos por R$ 18 mil – preço similar ao de prédios de alto padrão nos arredores do parque Ibirapuera. Devido a alta demanda imobiliária, no filme Não por Acaso do diretor Philippe Barcinski filmado em 2007, o personagem Ênio interpretado por Leonardo Medeiros procura um imóvel de dois dormitórios na região. Os empreendimentos voltados ao norte possuem vista da Serra da Cantareira, e os voltados ao sul possuem "skyline" do Campo de Marte e de todos os arranha-céus do Centro Expandido da cidade.
A região possui três regiões bastantes diferentes. Ao redor da Rua Padre Donizetti Tavares de Lima é uma regiao que lembra um bairro-jardim, arborizado, de casário baixo com sobrados, praças, com grande área construída mesclando com casas geminadas lembrando as vilas operárias do início do século XX. A manhattanização ocorre em Vila Santana a partir da R. Dr. Guilherme Cristoffel e nas ruas César Zama, Dr. Luís Lustosa da Silva, Dona Luísa Tolle, Augusto Tolle e Voluntários da Pátria com edifícios de alto padrão. E o fenômeno urbanístico na área alta do bairro de Santana ocorre entre as ruas Conselheiro Moreira de Barros, passando pelas ruas Francisca Júlia, Pontins, Alphonsus de Guimarães, Pedro Doll, Voluntários da Pátria, Antônio Pereira de Sousa, finalizando na Rua Antônio Pereira de Sousa, onde se situa o icônico castelo d'água do Alto de Santana.
Dentro seus limites encontram-se os hospitais Mandaqui, São Camilo Santana, San Paolo e o Pronto Atendimento Sancta Maggiore Santana, os colégios Imperatriz Leopoldina, Elite (ambos particulares), o estadual Doutor Octávio Mendes, uma unidade do SENAC, a sede da Associação Arautos do Evangelho do Brasil, o Centro de Atenção Psicossocial Infantil, o CAPS Adulto III Mandaqui, IML Norte, ETEC Mandaqui, o Palacete Baruel e a Biblioteca Narbal Fontes.
A região tem experimentado uma expressiva valorização imobiliária. Isso se reflete nos valores do Imposto sobre a Propriedade Predial e Territorial Urbana (IPTU). Classificada pelo CRECI como "Zona de Valor B", assim como outras áreas nobres da capital como Brooklin, Cerqueira César, Jardim Paulistano e Paraíso. Por causa da especulação imobiliária, empreendimentos imobiliários localizados em bairros relativamente distantes da região, como: Casa Verde, Mandaqui e Lauzane Paulista, são erroneamente anunciados como "Lançamento no Alto de Santana".
Alguns de seus moradores e ex-moradores são: Otto Baumgart (1897-1973), empresário, Sérgio Reis (1940), cantor, Magdalena Bonfiglioli (1959), jornalista, Agnaldo Rayol (1938-2024), cantor, apresentador e ator; e Roberto Landell de Moura (1861-1928), padre católico e inventor.